# 迪爾克羅辛 (加利福尼亞州)
迪爾克羅辛（英語：Deer Crossing）是位於美國加利福尼亞州弗雷斯諾縣的一個非建制地區。該地的面積和人口皆未知。

## 地理
迪爾克羅辛的座標為36°41′24″N 119°02′55″W / 36.69000°N 119.04861°W，而該地的平均海拔高度為960米（即3150英尺）。